# Медово (Старозагорська область)
Ме́дово (болг. Медово) — село в Старозагорській області Болгарії. Входить до складу общини Братя-Даскалові.

## Населення
За даними перепису населення 2011 року у селі проживали 211 осіб.
Національний склад населення села:
| Національність   | Кількість осіб | Відсоток |
| ---------------- | -------------- | -------- |
| болгари          | 205            | 98,6%    |
| турки            | 0              | 0%       |
| цигани           | 0              | 0%       |
| інша             | 3              | 1,4%     |
| не визначились   | 0              | 0%       |
| Всього відповіли | 208            |          |

Розподіл населення за віком у 2011 році:
Динаміка населення: